# Andoni Egaña
Andoni Egaña Makazaga (Zarauz, Guipúzcoa; 2 de octubre de 1961) es un versolari y escritor español que escribe en euskera. Licenciado en Filología Vasca, es miembro de la Real Academia de la Lengua Vasca.
Ha ganado el Bertsolari txapelketa nagusia, máxima competición del versolarismo, en cuatro ocasiones, ostentando el récord de victorias en dicha competición: resultó vencedor en las ediciones de 1993, 1997, 2001 y 2005. En 2009 quedó en cuarto lugar, cediendo la chapela a Maialen Lujanbio, primera mujer en conseguir el galardón.
Es un versolari que ha cosechado grandes éxitos. Una de las figuras más importantes del versolarismo, tanto por los estudios de investigación que ha hecho sobre el proceso de creación del verso como sobre el movimiento en si. Y uno de los pioneros en la teorización del versolarismo moderno.
Es conocido sobre todo por ser un versolari, pero también escribe guiones para la televisión, ha abordado diferentes géneros de la literatura, y ha escrito muchos artículos para la prensa.
Ha escrito diversos artículos en el Diario Vasco, Euskaldunon Egunkaria, Argia, Berria, etc. y ha publicado algún CD.

## Palmarés
- Campeonato Nacional de Bertsolaris:
  - Campeón (4): 1993, 1997, 2001 y 2005
  - Finalista (7): 1986, 1989, 1993, 1997, 2001, 2005, 2009.

- Campeonato de Bertsolaris de Guipúzcoa:
  - Segundo en 1991
- Campeonato de interpueblos
  - Campeón (1): 1999

### Literatura infantil y juvenil
- Zaudete geldi pixka batean (1999, Elkar)
- Mendian (2000, Alberdania)
- Niri ez zait futbola gustatzen, eta zer? (2000, Elkarlanean)

### Artículos
- Aitaren batean  (1990, Elkar)